# Stanislas Ratel
Pour les articles homonymes, voir Ratel (homonymie).
Stanislas Ratel né le 20 mars 1824 à Paris et mort le 30 août 1904 à Saint-Hilaire-le-Châtel est un ingénieur et pionnier de la photographie français.

## Biographie
Fils de l'avocat légitimiste Omer Ratel, membre de La Congrégation et maire de Saint-Hilaire-le-Châtel où il habite le château de Mauregard, et de Clémentine Brad, Stanislas Ratel suit sa scolarité à Paris au collège Stanislas. Il se passionne pour les daguerréotypes. En collaboration avec son futur beau-frère, Charles-Isidore Choiselat, il réalise de 1841 à 1849 de nombreux daguerréotypes de paysages faits dans le Midi de la France (arènes d'Arles, port de Toulon, arènes de Nîmes, etc.). 
Sorti diplômé de l'École des mines de Paris, il devient ingénieur de la Compagnie des chemins de fer d'Orléans et s'installe à Tours en 1848.
En 1850, il épouse la sœur de Charles-Isidore Choiselat, Marie Ange Zoë Choiselat, alors âgée de 27 ans. En 1856, il est nommé chevalier de la Légion d'honneur. 
Il se lance, avec ses amis Léon Papin Dupont et Pèdre Moisant, dans le projet de retrouver le tombeau de saint Martin de Tours et reconstruire une basilique à son emplacement afin de rétablir son culte.
Propriétaire des fermes de Grattesac et de la forêt à Courgeon, dans l'Orne, il finance en partie l'achat du chemin de croix de l'église de Courgeon et fait élever un calvaire sur sa propriété de Grattesac pour remercier la divine Providence.
Il meurt le 30 août 1904.
Ces œuvres sont conservées à Bièvres au musée français de la Photographie et à Paris au musée Carnavalet et au musée d'Orsay.

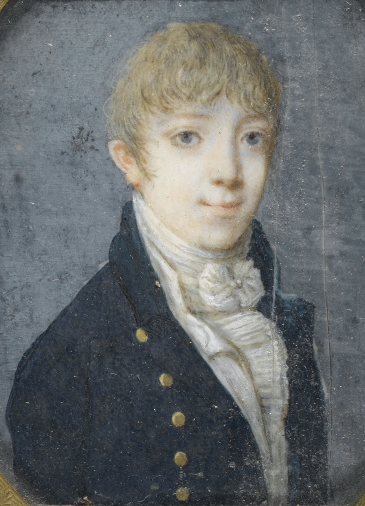
Anonyme, Portrait de Stanislas Ratel à l'âge de quatorze ans, Paris, musée d'Orsay.
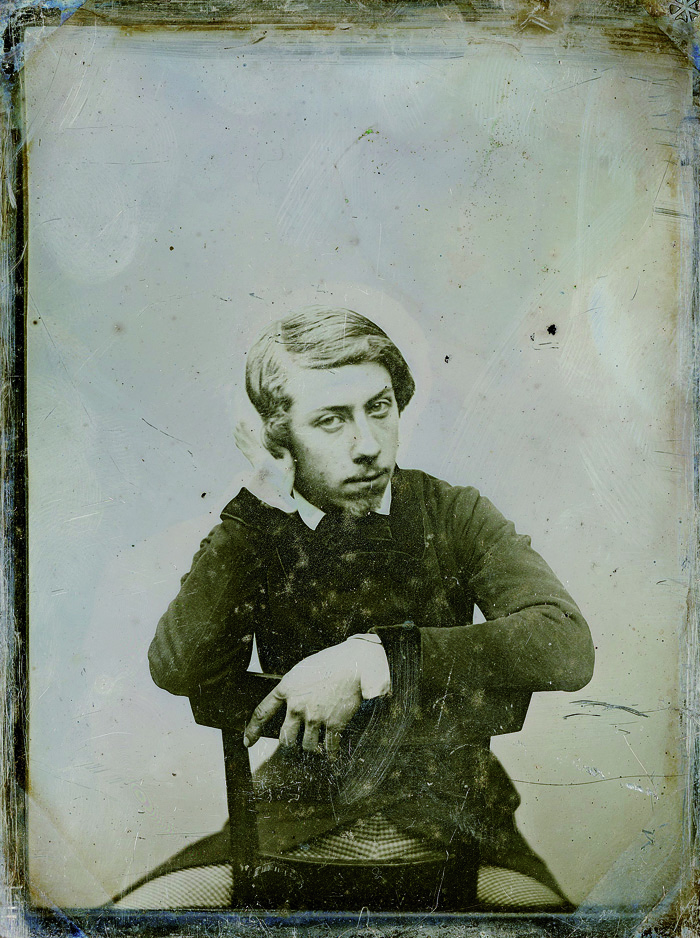
Stanislas Ratel, Autoportrait (vers 1843), localisation inconnue.